# بلبل رمادي الخدين
بلبل رمادي الخدين (الاسم العلمي: Alophoixus bres) (بالإنجليزية: Grey-cheeked Bulbul)‏ هو نوع من الطيور يتبع جنس البلبل الذهبي من فصيلة البلابل.